# Élections sénatoriales de 2020 au New Hampshire
Les élections sénatoriales de 2020 au New Hampshire ont lieu le 3 novembre 2020 afin d'élire les 24 membres du Sénat de l'État américain du New Hampshire.
Le scrutin est marqué par une alternance politique au profit du parti républicain, qui décroche la majorité absolue des suffrages et des sièges.

## Système électoral
Le Sénat du New Hampshire est la chambre haute de son parlement bicaméral. Il est composé de 24 sièges pourvus pour deux ans au scrutin uninominal majoritaire à un tour dans autant de circonscriptions.

## Résultats
| Partis                   | Partis                | Voix    | %     | +/- | Sièges | +/-           |
| ------------------------ | --------------------- | ------- | ----- | --- | ------ | ------------- |
|                          | Parti républicain (R) | 395 499 | 51,76 | 5,9 | 14     | 4             |
|                          | Parti démocrate (D)   | 368 629 | 48,24 | 5,6 | 10     | 4             |
|                          |                       |         |       |     |        |               |
| Votes valides            | Votes valides         | 764 128 |       |     |        |               |
| Votes blancs et nuls     |                       |         |       |     |        |               |
| Total                    | Total                 |         | 100   | -   | 24     | en stagnation |
| Abstentions              |                       |         |       |     |        |               |
| Inscrits / participation |                       |         |       |     |        |               |